# 1959 en Grèce
Chronologie de la Grèce
- 1955
- 1956
- 1957
- 1958
- 1959
- 1960
- 1961
- 1962
- 1963

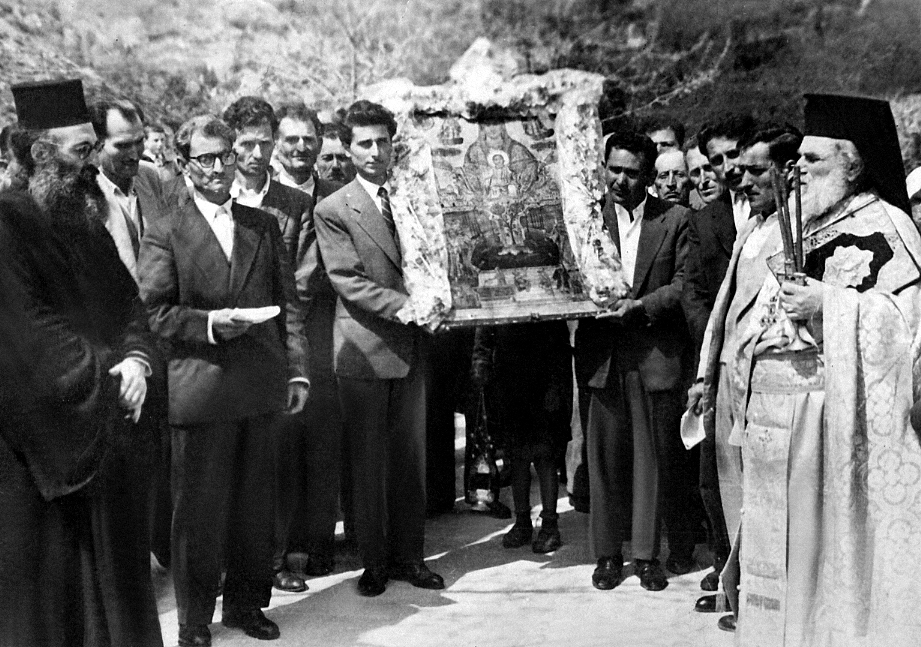
Procession religieuse du vendredi lumineux de 1959, jour de la fête de Théotokos, à l'église du Font vivifiant (Zoodochos Pigi), dans le village d'Élatos en Arcadie.

Cette page concerne les évènements survenus en 1959 en Grèce  :

## Évènements
- Séries de meurtres, commis par Aristídis Pagratídis (en), tueur en série.

## Sortie de film
- Astéro
- Crépuscule ensanglanté
- Lygos le brave
- Qui aime bien châtie bien

## Sport
- Coupe de Grèce de football (1958-1959) (en)
- Coupe de Grèce de football (1959-1960) (en)
- Championnats Panhelléniques (1958-1959) (en)
- Championnat de Grèce de football 1959-1960

## Création
- Aéroport de Lemnos
- Archirodon (en)
- Centre national de recherche scientifique Demokritos (en)
- Odysseas Androutsos F.C. (en), club de football.

## Naissance
- 16 mai : Ioánnis Andrianós, personnalité politique.
- Justine Frangouli-Argyris (en), écrivaine.
- Athanasía Anagnostopoúlou, Secrétaire d'État grecque aux Affaires européennes.
- Apóstolos Katsifáras, homme politique.
- Ánna-María Tsakáli, peintre.

## Décès
- René Barberis, réalisateur.
- Katína Papá, écrivaine.